# 5315 Бальмонт
5315 Бальмонт (5315 Balʹmont) — астероїд головного поясу, відкритий 16 вересня 1982 року.
Тіссеранів параметр щодо Юпітера — 3,585.